# Patrice Chéreau
Patrice Chéreau (Lézigné, Francia, 2 de noviembre de 1944 - París, Francia, 7 de octubre de 2013) fue un director de cine, teatro y ópera francés además de productor, actor y guionista.

## Trayectoria
Considerado un niño prodigio, creó a los 16 el Teatro-Público de París y en 1969 dirigió su primera ópera en el Festival de Ambos Mundos de Spoleto creado por Gian Carlo Menotti. En 1970 se relacionó con el Piccolo Teatro de Milano y sus directores Giorgio Strehler y Paolo Grassi. En 1975 dirigió El Rey Lear en Alemania y trabajó con Roger Planchon en la Comedie Francaise.
Dirigió dramas como Peer Gynt, Hamlet, Fedra de Racine, Enrique VI o  Ricardo III, lo mismo que obras de Antón Chéjov, Marguerite Duras, Victor Hugo, Lope de Vega, Pierre de Marivaux, etc.
En 1976 Wolfgang Wagner le ofrece dirigir junto a Pierre Boulez en la dirección musical, la nueva producción de El anillo del nibelungo de Richard Wagner en el Festival de Bayreuth conmemorando el centenario del estreno. Situándola en la revolución industrial y la época del mismo Wagner revoluciona la visión de la obra. En los años noventa se le ofreció llevar a escena en el Festival Tristán e Isolda bajo la batuta de Daniel Barenboim, lo cual rechazó por considerar que la obra era irrepresentable, siendo más bien propia de una radionovela. No obstante, al final de su carrera la llevó a escena en la Scala de Milán con dicho director.
Otros importantes trabajos operísticos son Lulú de Alban Berg (la versión en tres actos estrenada por Pierre Boulez), Los cuentos de Hoffmann en la Ópera de París, Wozzeck, Don Giovanni, La escuela de los amantes en el festival de Aix en Provence y De la casa de los muertos de Leos Janacek.
Estaba en una relación sentimental con Pascal Greggory, su actor favorito. Falleció el 7 de octubre de 2013 a los 68 años víctima de un cáncer de pulmón.

## Distinciones
Como director de cine ganó el Premio César en 1999, su película más importante ha sido La reina Margot de 1994 con Isabelle Adjani.
Como director de teatro ganó el Premio Molière en cinco ocasiones y el Premio Europa de teatro.
En 1993 obtuvo el Friedrich-Gundolf-Preis.

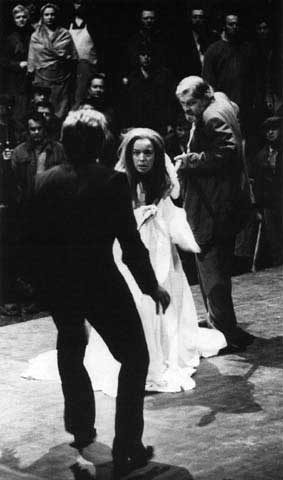
Escena de El ocaso de los dioses en el Festival de Bayreuth 1976 dirigida por Pierre Boulez y Patrice Chéreau.

## Director de escena (ópera)
- 1969: La italiana en Argel de Gioacchino Rossini, Thomas Schippers; Spoleto.
- 1974-80: Los cuentos de Hoffmann de Jacques Offenbach, Georges Prêtre; Ópera de París.
- 1976-80: El anillo del nibelungo de Richard Wagner, Pierre Boulez; Festival de Bayreuth.
- 1979: Lulú de Alban Berg, versión íntegra, Pierre Boulez; Ópera de París.
- 1984-85: Lucio Sila de Mozart, Sylvain Cambreling, Scala de Milán; Théâtre des Amandiers, Nanterre: Théâtre de la Monnaie.
- 1992-94: Wozzeck de Alban Berg, Daniel Barenboïm; Théâtre du Châtelet, París; Deutsche Staatsoper, Berlín; Tokio.
- 1994-96: Don Giovanni de Wolfgang Amadeus Mozart, Daniel Barenboïm; Festival de Salzburgo.
- 2005: La escuela de los amantes de Wolfgang Amadeus Mozart, Daniel Harding; Festival d'Aix-en-Provence; Opéra de París; Festival de Viena.
- 2007: De la casa de los muertos de Leoš Janáček, Pierre Boulez, Wiener Festwochen; Festival d'Aix-en-Provence.
- 2007: Tristán e Isolda de Richard Wagner, Daniel Barenboïm; Scala de Milán.

## Director cinematográfico
- Persecution (2009).
- Gabrielle (2005).
- Son frère (2003) - Oso de Oro del Festival de Berlín.
- Intimacy (2001) - Oso de Oro del Festival de Berlín.
- Ceux qui m'aiment prendront le train (Los que me quieren cogerán el tren, 1998) - Premio César.
- La reine Margot - (1994) Premio del Jurado (Festival de Cannes).
- Contre l'oubli (1991).
- Hôtel de France (1986).
- L'homme blessé (1983).
- Judith Therpauve (1978).
- La chair de l'orchidée (1975).

## Productor
- Così fan tutte (2005, TV).
- Gabrielle (2005).
- Son frère (2003).
- Intimacy (2001).
- Patrice Chéreau, Pascal Greggory, une autre solitude (1995).
- Chéreau - L'envers du théâtre (1986, documental televisivo).
- L'homme blessé (1983).

## Actor
- Le temps du loup (2003) de Michael Haneke - Thomas Brandt.
- Nearest to Heaven (2002) de Tonie Marshall - Pierre.
- Le temps retrouvé (1999) de Raoul Ruiz - Marcel Proust.
- Lucie Aubrac (1997) de Claude Berri - Max.
- Dans la solitude des champs de coton (1996, telefilm) - Traficante.
- Bête de scène (1994, cortometraje) de Bernard Nissille - Director de escena.
- El último mohicano (1992) de Michael Mann - General Montcalm.
- Adieu Bonaparte (1985) de Youssef Chahine - Napoléon Bonaparte.
- Danton (1982) de Andrzej Wajda -Camille Desmoulins.

## Premios y distinciones
Festival Internacional de Cine de Cannes
| Año  | Categoría         | Película        | Resultado |
| ---- | ----------------- | --------------- | --------- |
| 1994 | Premio del Jurado | La reine Margot | Ganador   |